# Colombie (paquebot de 1931)
Pour les articles homonymes, voir Colombie (homonymie).
Lancé en 1931 pour la Compagnie générale transatlantique, le paquebot Colombie fut réquisitionné durant la Seconde Guerre mondiale comme croiseur auxiliaire, transport de troupes et enfin comme navire-hôpital. Remis en service après la guerre, il est vendu à une compagnie grecque et finit par être démoli en 1970.

## Deux cheminées (1931-1948)

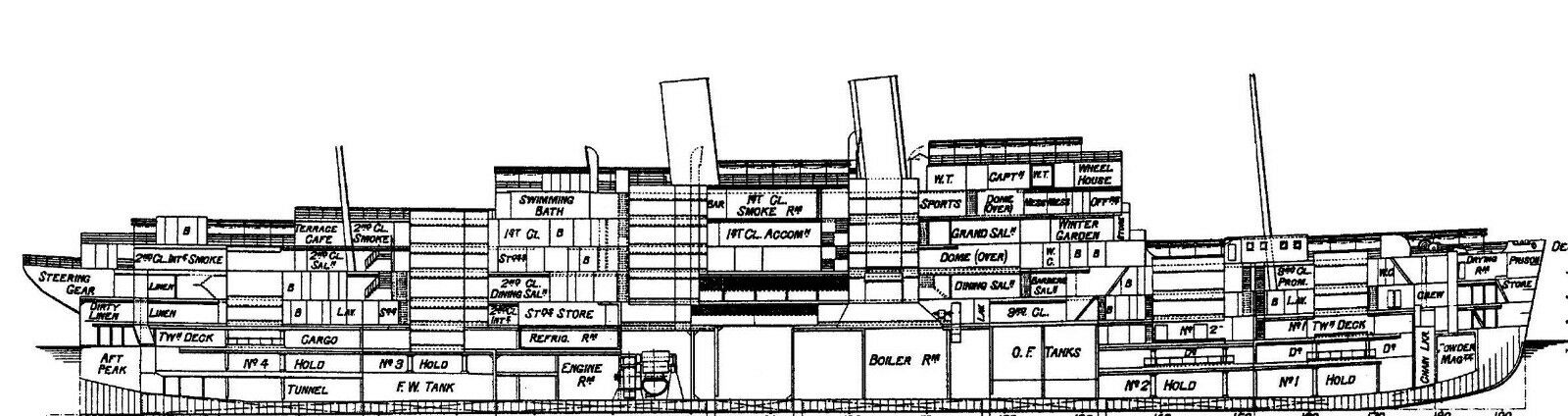
Coupe longitudinale.

Lancé le 18 juillet 1931 avec une coque noire pour la Compagnie générale transatlantique, il est mis en service le 2 novembre 1931 sur la ligne des Antilles mais fera régulièrement des croisières en Europe et dans les Caraïbes.
Sa coque est repeinte en blanc en 1935, ce qui convient mieux à la ligne qu'il sert avec le Cuba.
Son commandant, Antoine Greffier, meurt à bord le 7 février 1937 .
Le 17 novembre 1939, les forces marines françaises réquisitionnent le paquebot pour le convertir en croiseur auxiliaire. Il est alors renommé X 10 .
Le Colombie participe à l’expédition en Norvège en avril 1940 et au rapatriement des soldats français vers la métropole durant la percée allemande de mai 1940.
Il finit par être désarmé en septembre 1940 à Toulon et est restitué à la Compagnie générale transatlantique qui le rebaptise Colombie.
Il effectue cependant encore des missions de transport de troupes mais est sérieusement endommagé en novembre 1942 alors qu'il participait à l'opération Torch.
De 1942 à 1943, il est réparé et est transformé en transport armé pour effectuer des trajets entre les États-Unis et l'Italie sous pavillon américain.
En janvier 1945, il est transformé en navire-hôpital, sa coque est peinte en blanc et des croix rouges sont mises sur son flanc.
Il est alors rebaptisé Aleda E. Lutz (du nom d'une infirmière américaine tuée pendant la Seconde Guerre mondiale), dans le cadre de cette mission qui durera jusqu'en 1948.
Le Colombie reçut la Croix de Guerre 1939-1945 pour son engagement durant ce conflit.  
Fin juin 1947, après plus de vingt ans de bagne, Guillaume Seznec revient en métropole à bord du Colombie. 

## Une cheminée (1948-1974)

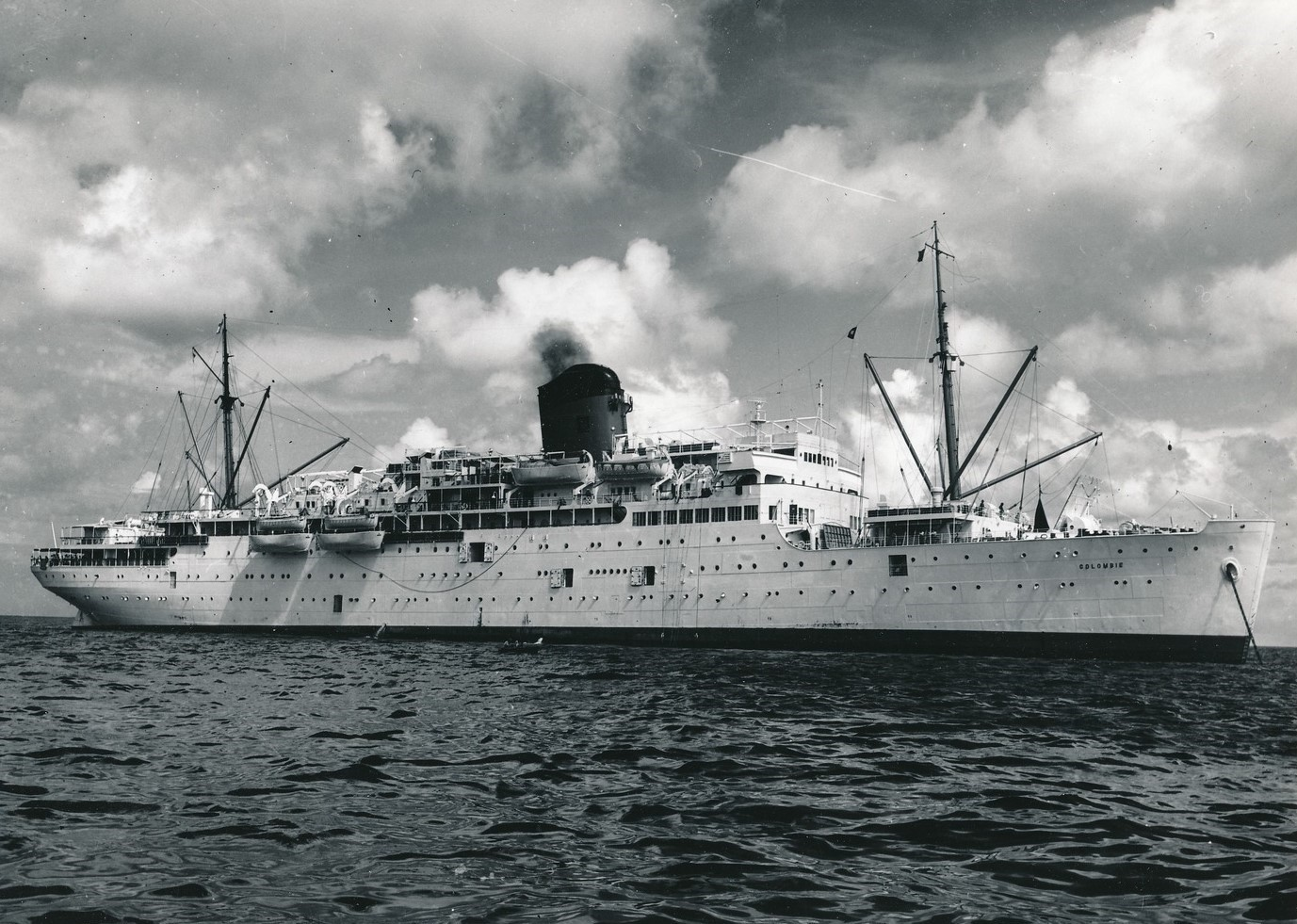
Le Colombie après les transformations de 1948.

En septembre 1948, le navire subit d’importantes transformations aux chantiers néerlandais de Schelde.
On supprima ses deux cheminées cylindriques, pour les remplacer par une unique cheminée profilée, et on le dota d’une nouvelle capacité en passagers (584 répartis en 3 classes).
Il est ainsi remis en service le 12 octobre 1950 sur la ligne des Antilles.
Le 10 octobre 1955, en sortant de Vigo (Esp), dans le brouillard, il aborde le caboteur Conde de Barbate, qui coule. 5 morts, 5 survivants. Le commandant Dublineau sera innocenté le 28 mars 1956 .
En 1962, la Transat envisage de vendre le navire à un groupe américain qui veut l’utiliser pour des croisières le long des côtes mexicaines. Cependant, les transactions n’aboutissent pas, et le Colombie est finalement vendu le 17 mars 1964, à l’armement grec Typaldos. 
Il sera remplacé sur la ligne par le Flandre et Antilles.
Renommé Atlantic puis Atlantica par son nouveau propriétaire, il finit par être vendu à la démolition en 1970.

## Croisières
Le Colombie a fait quelques croisières durant sa période d'activité. En voici une liste non exhaustive:
| 1932 : - croisière dans les Caraïbes - croisière dans les pays nordiques du 30 juillet au 20 août 1933 : - croisière au Spitzberg du 19 juillet au 10 août - croisière des Vikings du 12 au 21 août 1934 : - croisière "Les Fjords de Norvège" du 14 au 21 juillet - croisière "Tour de la Baltique" du 25 juillet au 16 août - croisière "les capitales nordiques" du 19 au 29 août 1935 : - croisière Angleterre et Hollande du 8 au 11 juin - croisière dans les Baltiques du 6 au 30 août - croisière des capitales nordiques en septembre - croisière du tricentenaire du rattachement des Antilles du 10 décembre au 13 janvier 1936 . | 1936 : - croisière en Baltique du 30 juillet au 20 août 1937 : - croisière autour de la baltique du 7 au 27 août - croisière d'hiver dans les Caraïbes 1938 : - croisière autour de la Baltique du 6 au 26 août - croisière médicale dans les îles de l'Atlantique du 16 au 31 juillet 1939 : - croisière "Tour de la Baltique" du 21 juillet au 10 août - croisière "Exposition de New York et Canada" du 13 août au 12 septembre 1963 : - croisière du cap Nord et des fjords de Norvège du 12 au 23 juillet - croisière en Atlantique du 10 au 23 août |